# Nikita Parris
Nikita Josephine Parris (* 10. März 1994 in Toxteth, Liverpool) ist eine englische Fußballspielerin. Die Stürmerin spielt seit 2024 bei Brighton & Hove Albion und seit 2016 für die englische Nationalmannschaft.

## Werdegang

### Vereine
Parris begann ihre Karriere bei den Everton Ladies COE und spielte ab 2011 in der ersten Mannschaft in der FA Women’s Super League. Blieb sie in den ersten beiden Spielzeiten, in denen Everton jeweils Dritter wurde, noch ohne Torerfolg, so gelangen ihr 2013 und 2014 je sechs Tore, womit sie zu den besseren Torschützinnen der Liga gehörte. Bereits 2010 wurde sie mit 16 Jahren in drei Spielen der Qualifikation für die UEFA Women’s Champions League 2010/11 eingesetzt und traf zweimal beim 10:0 gegen ZFK Borec. Als Gruppensieger qualifizierte sich Everton für das Sechzehntelfinale, wo sie beim torlosen Remis beim MTK Budapest FC eingesetzt wurde. Beim 7:1 im Rückspiel, mit dem Everton ins Achtelfinale einzog, saß sie nur auf der Bank – ebenso in den folgenden Runden gegen Brøndby IF und FCR 2001 Duisburg.
Anfang 2015 wurde sie an Manchester City WFC für ein Jahr ausgeliehen und wechselte danach dauerhaft zu den Citizens. Mit diesen gelang 2016 das Double aus Meisterschaft und WSL-Ligapokalsieg. In der Saison 2017/18 war sie mit 11 Toren zweitbeste Torschützin der Liga. In der UEFA Women’s Champions League 2016/17 erreichte sie mit ihrer Mannschaft das Halbfinale, wo sie an Olympique Lyon scheiterte. Dies wiederholte sich UEFA Women’s Champions League 2017/18, wobei sie in vier Spielen je ein Tor erzielte. 2018/19 scheiterten die Citizens dagegen bereits im Sechzehntelfinale am spanischen Meister Atlético Madrid. Am 23. Februar und 4. Mai 2019 konnten aber durch einen Sieg im Elfmeterschießen gegen Arsenal der Liga-Pokal und durch ein 3:0 gegen West Ham United vor 43.264 Zuschauern im Wembley-Stadion der FA Women’s Cup gewonnen werden.
Zur Saison 2019/20 wechselte sie zum französischen Meister Olympique Lyon, wo sie bis zum COVID-19-bedingten Saisonabbruch in 15 von 16 Spielen eingesetzt wurde. In der UEFA Women’s Champions League 2019/20 wurde sie in den vier Sechzehntel- und Achtelfinalspielen vor der Corona-Pause und den Viertel- und Halbfinalspielen nach der Pause eingesetzt. Da sie im Halbfinale gegen PSG die Gelb-Rote Karte erhielt, fand das Finale ohne sie statt.
Zur Saison 2021/22 wechselte sie zum Arsenal Women FC. Mit Arsenal nahm sie an der Qualifikation zur UEFA Women’s Champions League 2021/22 teil. Mit Siegen gegen Oqschetpes Kökschetau (4:0), PSV Eindhoven (3:1) und Slavia Prag (3:0 und 4:0) erreichten sie die erstmals ausgetragene Gruppenphase. In dieser wurden sie hinter Vorjahressieger FC Barcelona Zweite, da sie den direkten Vergleich gegen die punktgleiche TSG 1899 Hoffenheim mit 4:0 und 1:4 gewonnen hatten. Parris kam in allen Spielen zum Einsatz und erzielte drei Tore. Im Viertelfinale trafen sie auf die Frauen des VfL Wolfsburg. Nach einem 1:1 im Heimspiel verloren sie das Rückspiel mit 0:2.
Im Sommer 2022 wechselte sie zu Manchester United.

### Nationalmannschaften
Mit der U-17-Mannschaft nahm sie im April 2009 an der zweiten Qualifikationsrunde zur U-17-Fußball-Europameisterschaft der Frauen 2009 teil, scheiterte aber an Spanien. Im September 2010 qualifizierte sie sich bei einem Miniturnier in der Republik Moldau mit der U-19-Mannschaft in der ersten Qualifikationsrunde zur U-19-Fußball-Europameisterschaft der Frauen 2011 für die zweite Qualifikationsrunde und steuerte dazu vier Tore bei. Bei der zweiten Runde im Frühjahr 2011 in Kroatien gelang ihr nur ein Tor und als Gruppenzweite verpassten die Engländerinnen die Endrunde. Im März 2012 nahm sie mit der U-19-Mannschaft an der zweiten Qualifikationsrunde zur U-19-Fußball-Europameisterschaft der Frauen 2012 teil. Für diese waren die Engländerinnen diesmal automatisch qualifiziert und hatten bei einem Miniturnier Heimrecht. Parris steuerte vier der acht Tore in den drei Spielen bei und qualifizierte sich mit ihrer Mannschaft für die Endrunde. Bei diesem im Juli in der Türkei ausgetragenen Turnier blieben die Engländerinnen aber ohne Torerfolg und schieden nach den Gruppenspielen aus. Ein Jahr später nahm sie mit der Mannschaft erneut an der zweiten Qualifikationsrunde zur U-19-Fußball-Europameisterschaft der Frauen 2013 teil, diesmal bei einem Miniturnier in Norwegen. Mit zwei Toren hatte sie einen Anteil an der erfolgreichen Qualifikation für die Endrunde in Wales. Auch hier gelangen ihr auf dem Weg ins Finale zwei Tore, das Finale wurde aber mit 0:2 nach Verlängerung gegen Frankreich verloren. Mit dem Einzug ins Halbfinale hatten sich die Engländerinnen aber bereits für die U-20-Fußball-Weltmeisterschaft der Frauen 2014 in Kanada qualifiziert. Hier reichte es nur zu zwei Unentschieden, jeweils 1:1 gegen Südkorea und Mexiko. Durch die abschließende 1:2-Niederlage gegen den späteren Finalisten Nigeria, bei der sie ihre Mannschaft in der fünften Minute in Führung gebracht hatte, schieden die Engländerinnen aus.
Am 4. Juni 2016 debütierte Parris beim 7:0 im EM-Qualifikationsspiel gegen Serbien in der englischen Nationalmannschaft, als sie in der 57. Minute eingewechselt wurde. Beim Rückspiel drei Tage später in Serbien, das ebenfalls mit 7:0 gewonnen wurde, kam sie in der 56. Minute von der Bank und erzielte ihre ersten beiden Länderspieltore zum 6:0 und 7:0. Sie kam dann noch im September in den beiden letzten Qualifikationsspielen zum Einsatz und erzielte beim 2:0 gegen Belgien, mit dem sich die Engländerinnen den Gruppensieg sicherten ein weiteres Tor. Es folgten Kurzeinsätze in zwei Länderspielen im Oktober und beim SheBelieves Cup 2017, bei denen sie aber ohne Torerfolg blieb. Für die Fußball-Europameisterschaft der Frauen 2017 wurde sie als jüngste Engländerin ebenfalls nominiert und im ersten und letzten Gruppenspiel eingesetzt. Dabei erzielte sie gegen Portugal den 2:1-Siegtreffer. In der K.-o.-Runde, in der England im Halbfinale gegen den Gastgeber und späteren Europameister Niederlande ausschied, kam sie nicht mehr zum Einsatz.
In der Qualifikation für die WM 2019 war sie mit sechs Toren in sechs Spielen beste Torschützin für England.
Im Frühjahr 2019 gewannen die Engländerinnen erstmals den SheBelieves Cup 2019, wobei sie beim 2:2 gegen Gastgeber USA ein Tor erzielte. Es folgten noch zwei Einsätze bei den Apriltestspielen und am 8. Mai die Nominierung für die Weltmeisterschaft in Frankreich. Bei der WM kam sie in allen sieben Spielen der Engländerinnen zum Einsatz. Im ersten Gruppenspiel gegen den nördlichen Nachbarn erzielte sie per Elfmeter das erste Turniertor für ihre Mannschaft. Im zweiten Gruppenspiel gegen Argentinien verschoss sie dann beim Stand von 0:0 einen Elfmeter. Ihre Mannschaft konnte das Spiel aber noch durch ein Tor von Jodie Taylor gewinnen. Auch im Viertelfinale gegen Norwegen konnte sie beim Stand von 3:0 einen Elfmeter nicht verwandeln. Durch eine 1:2-Niederlage gegen Schweden im Spiel um Platz 3 verpasste ihre Mannschaft eine Medaille.
Am 27. Mai 2021 wurde sie für das Team GB nominiert, das an den wegen der COVID-19-Pandemie um ein Jahr verschobenen Olympischen Spielen in Tokio teilnahm. Bei den Spielen wurde sie in den drei Gruppenspielen und im Viertelfinale gegen Australien eingesetzt, wobei sie zweimal ein- und einmal ausgewechselt wurde. Die Britinnen verloren das Viertelfinale, bei dem sie in der Verlängerung eingewechselt wurde, mit 3:4.
In den ersten acht Spielen der Qualifikation für die WM 2023 wurde sie siebenmal eingesetzt und erzielte ein Tor. Nur beim 20:0-Rekordsieg gegen Lettland, dem höchsten Sieg einer europäischen Mannschaft, wurde sie nicht eingesetzt.
Am 17. Mai 2022 wurde sie für den vorläufigen EM-Kader benannt. Am 15. Juni wurde sie auch für den finalen Kader berücksichtigt. Bei der EM wurde sie aber nur zweimal eingewechselt, im Viertelfinale gegen Spanien in der 117. und im Finale gegen Deutschland in der 120. Minute. Durch den 2:1-Sieg gegen die deutsche Mannschaft wurden die Engländerinnen erstmals Europameister.
Sie wurde auch in den letzten beiden Spielen der Qualifikation für die WM 2023 nach der EM eingesetzt, erzielte dabei jeweils ein Tor und qualifizierte sich am 3. September mit ihrer Mannschaft durch einen 2:0-Sieg in Wiener Neustadt gegen Österreich für die WM-Endrunde. Für die WM wurde sie aber nicht nominiert. Erst im Februar 2025 wurde sie für die ersten Spiele der UEFA Women’s Nations League 2025 wieder nominiert und auch eingesetzt.

## Erfolge
- Vereine:
  - Englische Meisterin 2016 (mit Manchester City)
  - WSL-Ligapokalsiegerin 2016 und 2018/2019 (mit Manchester City)
  - FA-Women’s-Cup-Siegerin 2016/2017 und 2018/2019 (mit Manchester City), 2023/2024 (mit Manchester United)
  - Französische Meisterin 2020 (nach Saisonabbruch)
  - Französische Pokalsiegerin 2020
  - UEFA Women’s Champions League 2019/20 Sieg (ohne Finaleinsatz, da gesperrt)

- Nationalmannschaft:
  - SheBelieves-Cup-Siegerin 2019
  - Arnold-Clark-Cup-Siegerin 2022
  - Gewinn der Europameisterschaft 2022

## Privates
- Ihre ältere Schwester Natasha Jonas nahm als erste britische Boxerin an den Olympischen Spielen 2012 teil.[12]